# Rete Haqqani

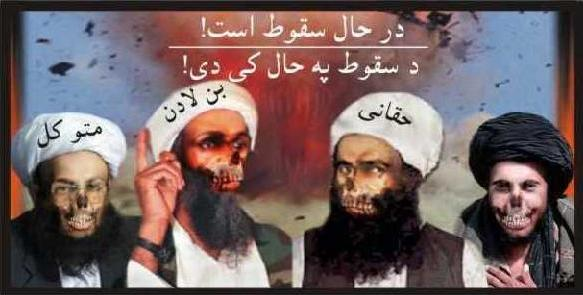
Manifesto USA di guerra psicologica utilizzato contro Bin Laden in Afghanistan. Da sinistra a destra, sui turbanti, c'è scritto "Mutawakkil", "bin Lāden" e "Hāqqanī", in riferimento a Wakil Ahmed Mutawakkil, già portavoce del Mulla Omar, al fondatore di al-Qa'ida, e probabilmente al massimo responsabile del network, Jalaluddin (1950-), già ministro all'epoca del regime talebano e uno tra i comandanti delle forze armate, che guidò nel 1996 l'assalto dei Talebani a Kabul. Alla "Rete Haqqani" appartiene anche Khalil al-Rahman Haqqani, fratello di Jalaluddin, responsabile militare della rete che fa capo alla sua famiglia, e il nipote Sirajuddin (1970-), responsabile degli affari economico-finanziari del gruppo fondamentalista, che grazie alle connivenze con l'agenzia pakistana Inter-Services Intelligence (ISI) ha consentito alla rete di sopravvivere e fortificarsi nelle aree del Waziristan settentrionale.

Rete Haqqani è il nome con il quale viene indicato un gruppo di insurrezionalisti islamici attivo in Afghanistan e Pakistan molto vicino ai talebani. Prende il nome dal suo fondatore, tale Jalaluddin Haqqani, che lo guidava prima della sua morte nel 2018 insieme al figlio Sirajuddin.
Secondo documenti riservati diffusi da WikiLeaks nel luglio 2010, Sirajuddin figurava nella "Joint Prioritized Effects List" dell'International Security Assistance Force come elemento da "uccidere o catturare". A dimostrare la pericolosità rappresentata dalla rete Haqqani, il fatto d'essere considerata da NATO e forze armate statunitensi una delle minacce più consistenti nella guerra dell'Afghanistan.